# مسی تاجدین
مسی تاجدین (به انگلیسی: Massy Tadjedin) (زاده ۱۹۷۸) فیلم‌نامه‌نویس ایرانی-آمریکایی می‌باشد.

## زندگی
تاجدین در تهران به دنیا آمده‌ و بزرگ‌شدهٔ اورنج کاونتی، کالیفرنیا می‌باشد. او در دانشگاه هاروارد تحصیل کرده و دارای تخصص ادبیات انگلیسی از این دانشگاه است. او با دکتر بابک فردین چشم پزشک در اورنج کاونتی ازدواج کرده‌است. این دو یکدیگر را در زمان تحصیل در هاروارد ملاقات کرده‌اند.

## فعالیت‌های هنری
- فیلمنامهٔ اصلی فیلم لئو در سال ۲۰۰۲
- فیلمنامهٔ اقتباسی برای فیلم ژاکت به سال ۲۰۰۵
- کارگردانی فیلم شب گذشته سال ۲۰۱۰

### کارهای آینده
او برای آینده بر روی فیلمنامهٔ دو فیلم در حال کار است که یکی موضوع تحقیق نام دارد و فیلمی جنایی-سیاسی است و دیگری زن طلایی است که قرار است توسط مل گیبسون کارگردانی شود.